# 1205 dans les croisades
Cette page regroupe les évènements concernant les Croisades qui sont survenus en 1205 :
- 19 mars : Les croisés battent Théodore Ier Lascaris à Adramyttion[1].
- 1er avril : mort d'Amaury II de Lusignan, roi de Jérusalem et de Chypre. Son fils Hugues Ier lui succède à Chypre, sous la régence de Gautier de Montbéliard[1].
- 14 avril : Les Latins de Constantinople sont battus par les Bulgares à Andrinople. L'empereur Baudouin Ier disparaît dans la bataille[1].
- Guillaume de Champlitte et Geoffroy Ier de Villehardouin font la conquête de la principauté de Morée[1].
- Othon de la Roche conquiert le duché d'Athènes, avec l'investiture de Boniface de Montferrat, roi de Thessalonique[1].

Les états latins d'Orient en 1205.